# Moacir Rodrigues Soares
Moacir Rodrigues Soares (16 de julho de 1950) é um quadrinista brasileiro. Na década de 1960, trabalhou nas editoras Editora Outubro, onde ilustrou Targo, o tarzanide brasileiro e Zhor, o atlanta e Gráfica Editora Penteado, onde ilustrou No Mundo dos Gigantes, série roteirizada por Gedeone Malagola. Na década de 1970, passou a ilustrar histórias em quadrinhos Disney para a Editora Abril. É irmão dos desenhistas Irineu Soares Rodrigues e Verci de Mello. Em 1989, fundou a empresa MW Editora e Ilustrações Ltda., onde seus irmãos e o filho, Moacir Rodrigues Soares Junior também atuam.
Desde 2016 sem aventuras inéditas produzidas no Brasil, o personagem Zé Carioca retornou a partir de setembro de 2020 em uma iniciativa da editora Culturama. A edição de setembro da revista Aventuras Disney contou com roteiro de Arthur Faria Jr., desenhos e arte-final de Moacir Rodrigues Soares e letras de Lilian Mitsunaga.

## Prêmios
Em 2002, ganhou o Prêmio Angelo Agostini na categoria "Mestre do Quadrinho Nacional".